# Рођене убице
Рођене убице (енгл. Natural Born Killers) је амерички криминалистички филм из 1994. редитеља Оливера Стоуна у којем главне улоге тумаче Вуди Харелсон, Џулијет Луис, Роберт Дауни Млађи, Томи Ли Џоунс и Том Сајзмор. Филм говори о две жртве трауматичног детињства које постају љубавници и масовне убице, а масовни медији их неодговорно величају.
Филм је заснован на оригиналном сценарију Квентина Тарантина који су у великој мери ревидирали Стоун, писац Дејвид Велоз и придружени продуцент Ричард Рутовски. Тарантино је добио признање за причу иако се касније одрекао филма. Џејн Хамшер, Дон Марфи и Клејтон Таунсенд су продуцирали филм, а Арнон Милчан, Том Маунт и Стоун су били извршни продуценти.
Рођене убице је објављен 26. августа 1994. у Сједињеним Државама, а приказан је на Венецијанском филмском фестивалу 29. августа 1994. Имао је успех на благајнама, зарадивши 110 милиона долара у односу на буџет за продукцију од 34 милиона долара, добио је поларизоване критике... Неки критичари су похвалили радњу, глуму, хумор и комбинацију акције и романтике, док су други сматрали да је филм превише насилан и експлицитан. Озлоглашен по свом насилном садржају и инспиративним злочинима „имитатора“, филм је 2006. године прогласио осмим најконтроверзнијим филмом у историји од стране Entertainment Weekly-а.

## Заплет
Мики Нокс и његова девојка Мелори заустављају се у ресторану у пустињи Новог Мексика. Неки мушкарци почињу да сексуално узнемиравају Малори док она плеше уз џубокс. Она то у почетку подстиче пре него што жестоко претуче једног од мушкараца. Мики јој се придружује, а пар убија све у ресторану, осим једне муштерије, којој поносно изјављују своја имена пре одласка. Пар кампује у пустињи, а Малори се присећа како је упознала Микија, достављача меса који је опслуживао домаћинство њене породице. Након бурне романсе, Мики бива ухапшен због велике крађе аутомобила и послат у затвор, бежи и враћа се у Малоријев дом. Пар убија Малоријевог оца који ју је током детињства сексуално злостављао, њену мајку која је то знала, али није учинила ништа да то спречи, али ће поштедети живот Малориног млађег брата, Кевина. Пар затим има незваничну церемонију венчања на мосту.
Касније, Мики и Малори држе жену као таоца у својој хотелској соби. Бесна Микијевом жељом за тројком, Малори одлази, а Мики силује жену таоца. Малори вози до оближње бензинске пумпе, где флертује са механичаром. Почињу да имају секс на хауби аутомобила, али након што Малори доживи флешбек да ју је отац силовао и механичар је препозна као траженог убицу, Мелори га убија. Њих двоје настављају са убијањем, на крају убијајући 52 жртве у Новом Мексику, Аризони и Невади. Прогони их детектив Џек Скањети, који је постао опседнут масовним убицама са осам година након што је био сведок убиства своје мајке од стране Чарлса Витмена. Испод своје херојске фасаде, он је такође насилни психопата и у својој прошлости је убијао проститутке. Убиства овог пара прати и саможиви новинар таблоида Вејн Гејл, који их профилише у својој емисији Амерички манијаци, убрзо их подижући у статус култног хероја.
Мики и Малори се губе у пустињи након што су узели психоделичне печурке и наилазе на ранч у власништву Ворена Реда Клауда, Навахо човека који им обезбеђује храну и склониште. Док Мики и Малори спавају, Ворен, осетивши зло у пару, покушава да истера демона којег примећује у Микију, певајући над њим док спава. Мики, који има ноћне море својих насилних родитеља, пробуди се током егзорцизма и убија Ворена. Како пар бежи, осећају се необјашњиво кривим и наилазе на огромно поље звечарки, где их змије гризу. Долазе до апотеке да купе противотров за ујед змије, али продавница је распродата. Фармацеут препознаје пар и активира аларм пре него што га Мики убије. Полиција стиже убрзо након тога и долази до пара што доводи до пуцњаве. Полиција завршава обрачун премлаћивањем пара док новинарска екипа снима акцију.
Годину дана касније, сматра се да су затворени Мики и Малори криминално луди и требало би да буду пребачени у психијатријске болнице, а Скањети ће надгледати њихов трансфер. Управник Двајт Мекласки каже детективу да треба да убије Ноксове током њиховог трансфера и тврди да су покушали да побегну.
У међувремену, Гејл је убедио Микија да поднесе интервју уживо који ће бити емитован после Супербоула. Током интервјуа, Мики се изјашњава као "природно рођени убица", инспиришући остале затворенике да покрену затворску побуну. Након што Мекласки прекине интервју, Мики остаје сам са Гејлом, филмском екипом и неколико чувара. Успева да савлада стражара и убије већину људи у просторији, узимајући Гејла и неколико других за таоце. Гејл и његова екипа дају телевизијски извештај уживо који профилише нереде. У међувремену, када Скањети покушава да заведе Малори у њеној ћелији, она га жестоко туче пре него што је други чувар покори сузавцем. Мики и Гејл стижу до њене ћелије, где Мики убија чуваре и улази у сукоб са Скањетијем пре него што га Малори убије.
Цела Гејлова телевизијска екипа је убијена покушавајући да побегне од побуне, док сам Гејл почиње да се упушта у насиље, пуцајући на затворске чуваре. Мики и Малори краду комби и беже у шуму са Гејлом, коме дају последњи интервју пре него што изјављују да мора да умре. Покушава разним аргументима да промени њихово мишљење, позивајући се на њихову праксу да напусте једног преживелог. Мики га обавештава да остављају сведока да исприча причу: његову камеру. Гејл прихвата своју судбину и бива убијен. Без знања њих троје, цела размена се преноси до водитеља вести кроз Гејлов микрофон у ушима.
Неколико година касније, Мики и Малори, који су још увек у бекству, путују у кампу, док трудна Малори гледа како се њихово двоје деце играју.

## Улоге
- Вуди Харелсон као Мики Нокс
- Џулијет Луис као Малори Вилсон Нокс
- Роберт Дауни Млађи као Вејн Гејл
- Том Сајзмор као детектив Џек Скањети
- Томи Ли Џоунс као управник затвора Двајт Мекласки
- Родни Дејнџерфилд као Ед Вилсон
- Иди Меклург као госпођа Вилсон
- Шон Стоун као Кевин Вилсон
- Расел Минс као стари Индијанац
- Лени Флајерти као Ерл
- Еван Хандлер као Дејвид
- Балтазар Гети као радник на пумпи
- Ричард Лајнбек као Сони
- Кирк Балц као Роџер